# Bersuit Vergarabat

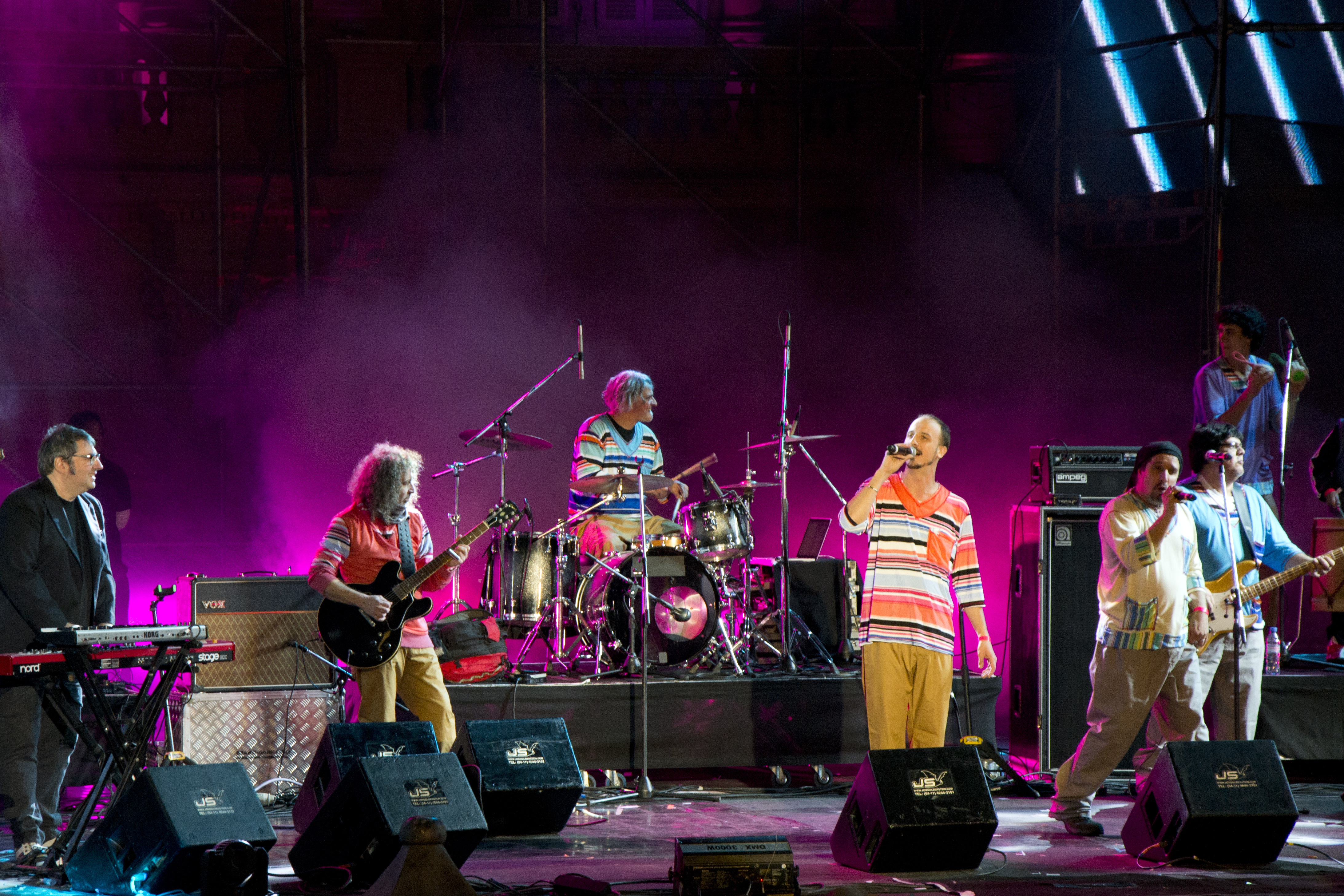
Bersuit Vergarabat (2014).

Bersuit Vergarabat este o trupa de rock din argentiniană, fondată în 1988, în orașul Buenos Aires.

## Membrii formației sunt
- Juan Carlos Subirá
- Carlos E. Martín
- Oscar Humberto Righi
- Rene Isel "Pepe" Céspedes
- Daniel Suárez
- Alberto Verenzuela
- Germán "Cóndor" Sbarbatti

## Foștii membri
- Gustavo Cordera
- Rubén Sadrinas
- Marcela Chediak
- Chraly Bianco
- Miguel Jara

## Discografie
- 1992 - Y Punto
- 1993 - Asquerosa Alegría
- 1996 - Don Leopardo
- 1998 - Libertinaje
- 2000 - Hijos del Culo
- 2002 - De la cabeza con Bersuit Vergarabat
- 2004 - La Argentinidad al Palo
- 2005 - Testosterona
- 2007 - ?
- 2012 - La Revuelta
- 2014 - El baile interior

### DVD
- 1994 - Viejo Correo
- 2004 - De la Cabeza
- 2006 - La Argentinidad al Palo